# 飞鸟乐队
飞鸟乐團（英語：The Byrds）是一支美国摇滚乐團，于1964年在加州洛杉矶组建。乐队阵容经历了不少变化，在1973年解散时只有主唱罗杰·麦吉恩是唯一一直留在樂團的成员。尽管乐队只在1965至1966年间短暂地取得了像同时代的披头士乐队、沙灘男孩和滚石乐队那样巨大的商业成功，现在的乐评家认为他们是1960年代最有影响力的乐队之一。他们最初开拓了民谣摇滚风格，把传统民谣和披头士乐队及其他“英倫入侵”的樂團带来的风格相结合，其中麦吉恩的十二弦电吉他音色一度曾是乐团早期的标志。乐队后来也对迷幻搖滾、拉格摇滚和乡村摇滚的发展有着不小的影响。1991年，飞鸟乐队进入摇滚名人堂，几位创始团员也进行了演出，之后吉恩·克拉克与迈克尔·克拉克相继去世，其余三位创始成员罗杰·麦吉恩、大卫·克罗斯比和克里斯·希尔曼依然分别活跃在乐坛之中。